# Federalny Komitet do spraw Operacji Otwartego Rynku

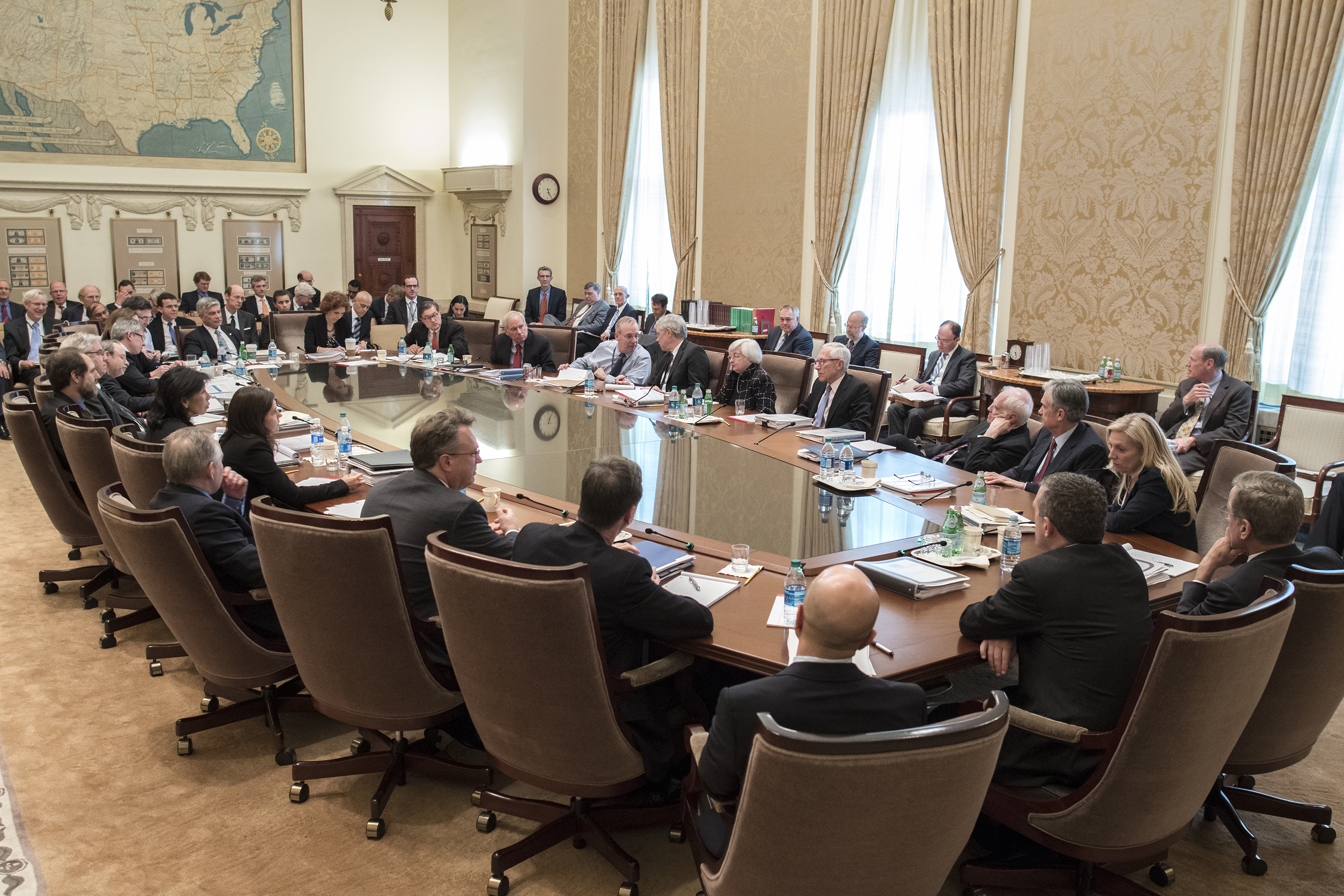
Posiedzenie Federal Open Market Committee w Waszyngtonie

Federalny Komitet do spraw Operacji Otwartego Rynku, Federalny Komitet ds. Otwartego Rynku (ang. Federal Open Market Committee, FOMC) – organ odpowiedzialny za kształtowanie polityki pieniężnej, nadzór nad operacjami otwartego rynku w Stanach Zjednoczonych oraz ustalający docelowe poziomy podaży pieniądza. 
Jego cele realizowane są przez banki Systemu Rezerwy Federalnej, w tym przez Bank Rezerwy Federalnej w Nowym Jorku (znajduje się tu Biuro ds. Operacji Otwartego Rynku, które zajmuje się kupnem i sprzedażą obligacji rządowych). Ponieważ zebrania Komitetu są jedyną okazją do wspólnego spotkania członków Rady Gubernatorów i prezesów wszystkich banków Systemu Rezerwy Federalnej, de facto tu zapadają też decyzje dotyczące stopy dyskontowej – oficjalnie regulowanej przez Radę Dyrektorów każdego z banków Rezerwy Federalnej – jak też wysokości rezerw obowiązkowych utrzymywanych przez banki, a ustalanych przez Radę Gubernatorów.
Komitet składa się z dwunastu członków – siedmiu z nich stanowią powoływani przez prezydenta, za zgodą Senatu, członkowie Rady Gubernatorów Systemu Rezerwy Federalnej, natomiast pięciu pozostałych to prezesi banków Rezerwy Federalnej z prawem do oddania głosu (poza prezesem banku nowojorskiego, który ma zagwarantowany stały mandat, przysługuje ono im rotacyjnie). Prezesi banków Rezerwy Federalnej bez prawa głosu również uczestniczą w posiedzeniach  i biorą udział w debacie. Decyzje w Komitecie zapadają większością głosów; każdemu z głosujących członków przysługuje jeden głos. W razie równej liczby głosów decyduje głos przewodniczącego FOMC (którym co roku wybierany jest przewodniczący Rady Gubernatorów Systemu Rezerwy Federalnej).
Zgodnie z ustawą o Rezerwie Federalnej członkowie Komitetu mają obowiązek co najmniej czterokrotnego zebrania się w ciągu roku, w praktyce spotkania odbywają się nieregularnie co ok. 6 tygodni.

## Historia
Komitet został utworzony nowelą ustawy o Rezerwie Federalnej (Banking Act vel Glass–Steagall Act 1933). Pierwotnie w jego skład wchodzili reprezentanci wszystkich 12 banków RF, natomiast członkowie Zarządu Rezerwy Federalnej (obecnie Rady Gubernatorów) nie mieli prawa głosu w FOMC w zakresie polityki monetarnej. Zostało ono im przyznane w ustawie Banking Act 1935.